# Burg Kranzenau
Die Burg Kranzenau ist eine abgegangene Burg, vermutlich eine Wasserburg, südöstlich des Ortsteils Oberschaffhausen der Gemeinde Bötzingen im Landkreis Breisgau-Hochschwarzwald in Baden-Württemberg.
Sie wurde im Jahr 1428 erstmals namentlich erwähnt und gehörte seit 1399 den Schnewlin Kotz, die sich ab 1412 „Schnewlin von Kranzenau“ nannten. Die Burg befand sich bis zum Aussterben der Linie Ende des 16. Jahrhunderts in deren Besitz. Die Burg wurde im Bauernkrieg 1525 niedergebrannt, aber im Jahr 1567 wird sie wiederum als „Burg“ genannt und dürfte daher noch nicht abgegangen gewesen sein. Nach den „Schnwewlin von Kranzenau“ kam die Burg, von der 1830 noch Ruinen zu sehen waren, in Besitz der Altstetter von Kaltenburg und Kranzenau, deren Prädikatsname „Kranzenau“ sich auf das zur Burg gehörige „Gut Kranzenau“ bezog. Unter Baden kam der Altstetter'sche Besitz schließlich an das Adelshaus Seldeneck, das aus einer morganatischen Beziehung zwischen Wilhelm Ludwig von Baden-Durlach, des Bruders des Markgrafen Karl Friedrich von Baden-Durlach, und der Christine Wilhelmine Franziska Schortmann hervorging.
Von der ehemaligen Burganlage, von der im 19. Jahrhundert noch Reste zu sehen waren, sind keine obertägigen Spuren mehr erhalten.